# 産川
産川（さんがわ）は、長野県上田市を流れる信濃川水系の一級河川。

## 地理
鹿教湯温泉の北側にある大明神岳より北東に流下し、塩田平の水田を灌漑しつつ、新池、手塚池（舌喰池）、荒池、甲田池、中野池、男池、女池、小島大池、上原池などのため池群に貯水した後、上田市築地で浦野川に合流、さらに同市小泉で千曲川に合流する。
流域には古代の小県郡「安宗郷」に由来する条理制の遺構もあり、中世の塩田荘の荘域に概ね一致する。主な支流に別所温泉から流出する湯川と、独鈷山から流出する尾根川などがある。